# Uloborus inaequalis
Uloborus inaequalis es una especie de araña araneomorfa del género Uloborus, familia Uloboridae. Fue descrita científicamente por Kulczynski en 1908.
Habita en Nueva Guinea.